# Eugenia pohliana
Eugenia pohliana är en myrtenväxtart som beskrevs av Dc.. Eugenia pohliana ingår i släktet Eugenia och familjen myrtenväxter. Inga underarter finns listade i Catalogue of Life.